# Historia de una amada esposa
Historia de una amada esposa (愛妻物語 Aisai monogatari?) es una película dramática japonesa de 1951 escrita y dirigida por Kaneto Shindō. Fue su primera película como director. La historia es un relato ficticio del primer matrimonio de Shindō.

## Sinopsis
Numazaki (Jūkichi Uno), un aspirante a guionista, vive en una pensión con un matrimonio y su hija Takako (Nobuko Otowa). Cuando él y Takako entablan una relación sentimental, el padre le exige a Numazaki que se vaya y le advierte a su hija que no se case con él debido a su trabajo inseguro.
Takako se rebela contra su padre y se muda con Numazaki a un apartamento propio. El director de cine Sakaguchi rechaza el guion de Numazaki, pero Sakaguchi le da la oportunidad de reescribirlo y le insta a estudiar literatura para mejorar su trabajo. Mientras Numazaki estudia y escribe, Takako lo apoya con sus trabajos. El guion de Numazaki finalmente es aceptado, pero Takako enferma gravemente de tuberculosis. Antes de morir, le pide que escriba una historia sobre ella.

## Elenco
- Nobuko Otowa como Takako Ishikawa
- Jūkichi Uno como Keita Numazaki
- Ichirō Sugai como Masuda, director del estudio de cine.
- Ryōsuke Kagawa como Kōzō Ishikawa
- Masao Shimizu como Masuda
- Yuriko Hanabusa como Yumie Ishikawa
- Osamu Takizawa como director de cine Sakaguchi
- Saburō Date como Sakunosuke Ōta

## Estreno y recepción
La película se estrenó en Japón el 7 de septiembre de 1951 y fue nominada al premio Kinema Junpo, pero quedó en décimo lugar.
Según los historiadores de cine Donald Richie y Joseph L. Anderson, Historia de una amada esposa recibió elogios de los críticos contemporáneos de la película por su contribución a un nuevo realismo, pero fue criticada por su sentimentalismo.